# Solar Estrela
O Solar Estrela é um edifício setecentista localizado na esquina da Rua Ana Nery que está tombado pelo Instituto do Patrimônio Histórico e Artístico Nacional (IPHAN) desde 27 de junho de 1941 por causa da sua importância arquitetônica para a cidade de Cachoeira, município no interior do estado da Bahia.

## Arquitetura
Trata-se de um dos mais relevantes exemplos da arquitetura residencial do recôncavo baiano, sua edificação desenvolve-se em três níveis: loja, sobreloja e pavimento nobre. Apresenta características típicas das antigas construções da cidade, com sobreloja de pé-direito reduzido, provavelmente com a função de manter a salvo das enchentes do rio os produtos da loja.
Sua planta sem corredor é atípica e resulta, possivelmente, da exiguidade do lote, o que obrigou o quintal a reduzir-se a um pequeno pátio lateral para onde se volta uma varanda corrida, com telhado. Apresenta fachadas emolduradas por cunhais com portas no térreo, janelas na sobreloja e janelas rasgadas com balcões e grades no pavimento superior. Destacam-se no seu interior, os forros em caixotes com pintura policromada nos salões do andar nobre, assim como o armário embutido com alisares entalhados.

## Tombamento
O edifício foi tombado no ano de 1941, pelo Instituto do Patrimônio Histórico e Artístico Nacional (IPHAN).
Com sua fachada e interior preservados, atualmente, instala-se no prédio uma casa de caridade mantida pela Paroquial de Cachoeira - Igreja Católica local - onde são realizadas aulas, cursos de informáticas além de refeições para crianças e jovens.

## Galeria

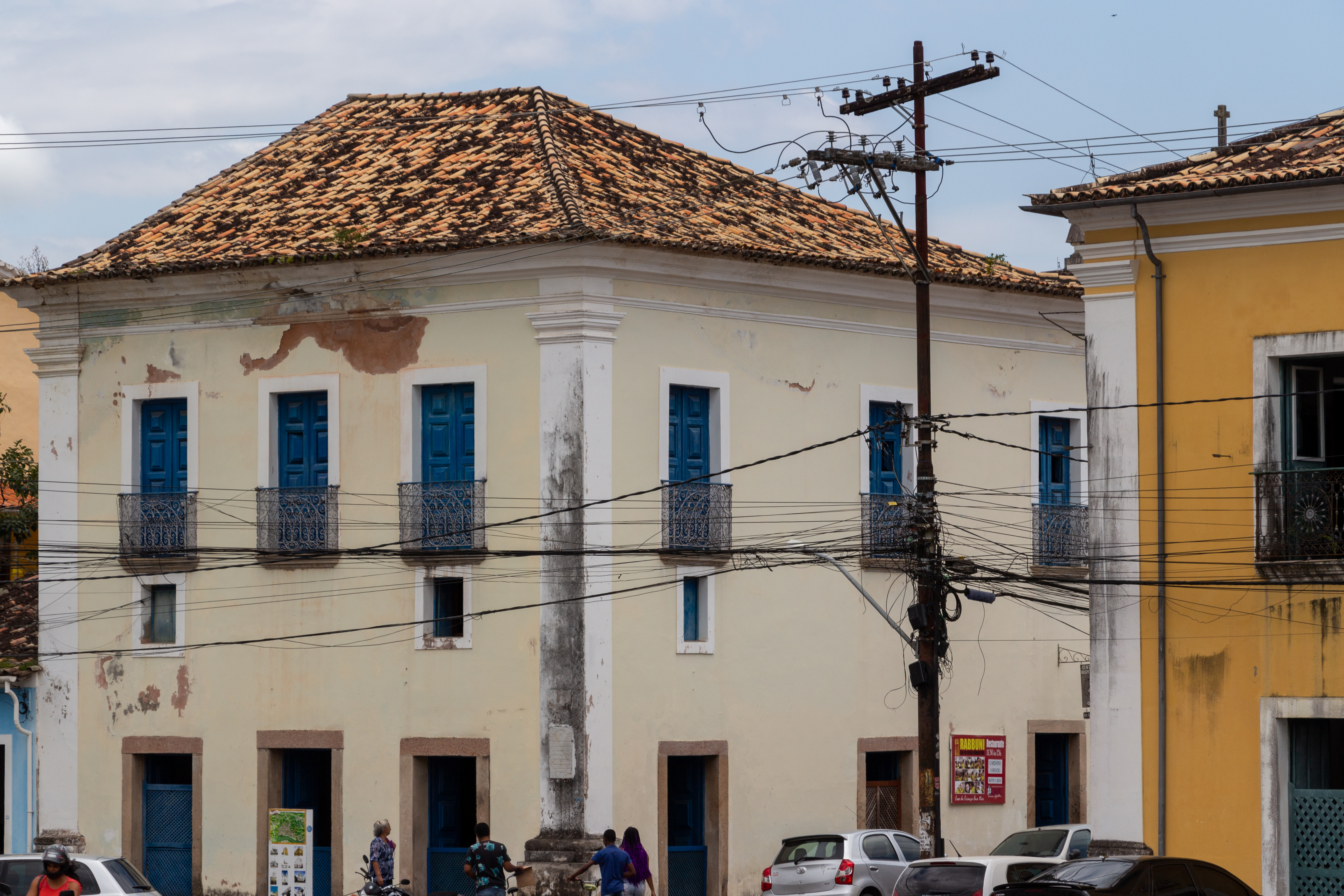
Vista geral
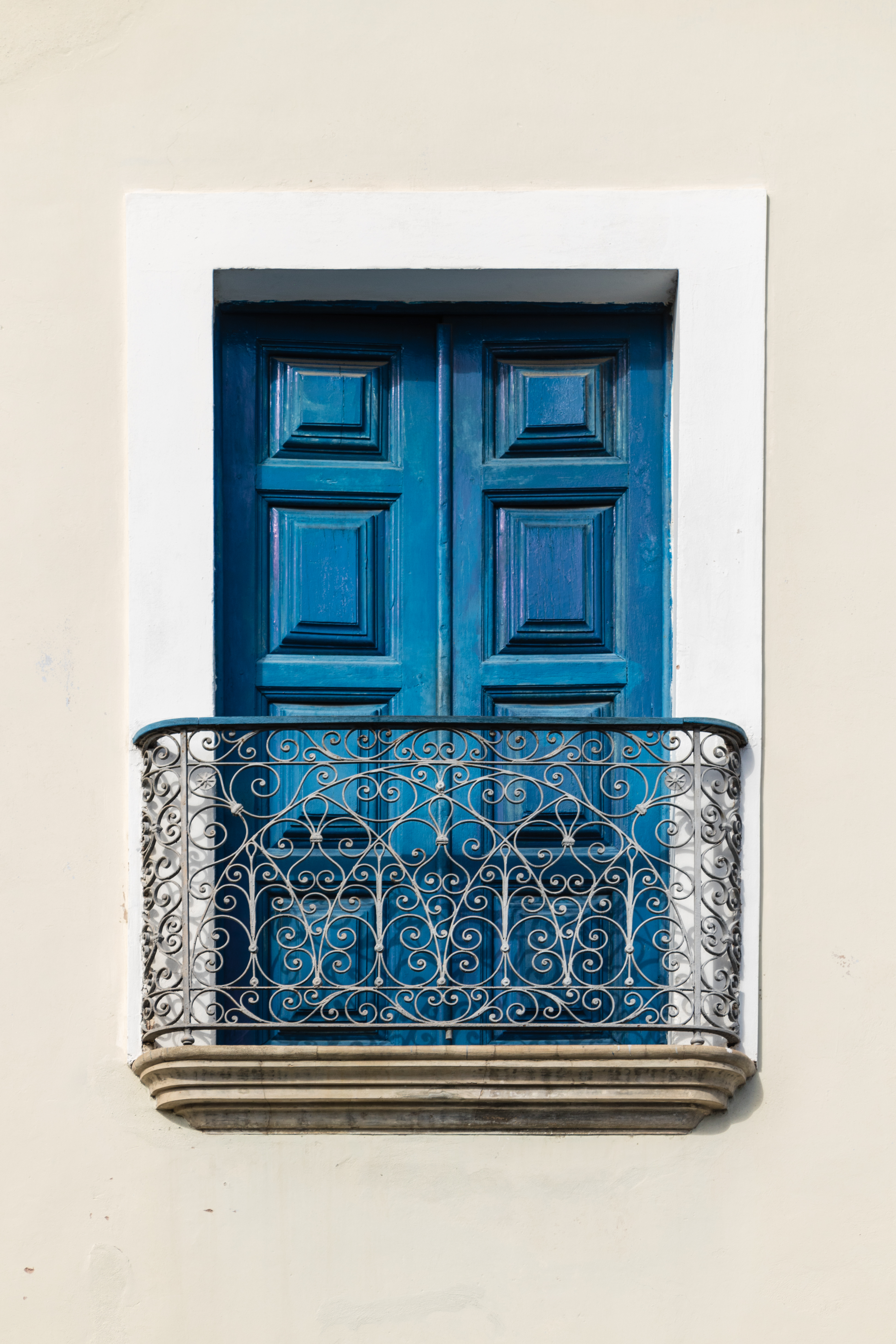
Detalhe da sacada